# Corporal Clegg
«Corporal Clegg» es una canción de Pink Floyd del álbum A Saucerful of Secrets de 1968. Fue escrita por Roger Waters, y se contó con David Gilmour con la guitarra y con la voz principal en las coplas. Cosa infrecuente, el baterista Nick Mason aporta la voz solista en el estribillo: He won it in the war..., In orange, red and blue..., He's never been the same..., and From her Majesty the Queen... ("Lo ganó en la guerra", "En naranja, rojo y azul", "No ha vuelto a ser el mismo" y "De su Majestad la Reina.") 
Se emplea un kazoo.

## Argumento
La canción trata sobre un soldado que perdió una pierna en la Segunda Guerra Mundial, y también de su aparentemente alcohólica esposa o madre (siendo la ironía de la letra: "Sra. Clegg, debe estar orgullosa de él. ¿Otro trago de ginebra?"). Es la primera mención a la guerra en alguna canción de Pink Floyd, algo que posteriormente se haría común en las letras de Waters, debido a que perdió a su padre de esta manera en 1944. Esta canción es ligera de tono para como se tomarían el tema los Floyd más adelante, a pesar de la fuerte ironía (Clegg "ganó" su pierna de madera en la guerra) y la oscuridad detrás de la letra.

## Personal e instrumentario
- David Gilmour - guitarras eléctricas, kazoo, voz solista en las coplas y en los puentes
- Richard Wright - órganos Farfisa y Hammond, voz solista en el estribillo, voz de acompañamiento
- Roger Waters - bajo, voz de acompañamiento
- Nick Mason - batería, percusión, voz solista en las coplas